# Békés vármegye főispánjainak listája
Az alábbi táblázat Békés vármegye főispánjainak listája, melyben szerepelnek az 1526 és 1950 közti vármegyei vezetők.
Az államalapítás és 1950 közötti közigazgatási egység – a hajdani Békés vármegye –, Gyula bevételétől 130 éven át török uralom alatt állt, ez idő alatt megyeként nem működött, így főispánja sem volt. Az első főispánt 1699-ben I. Lipót magyar király nevezte ki Löwenburg Jakab személyében, és 1700 tavaszán alakult meg a megye első tisztikara. Más forrás azonban a mohácsi csata és Gyula eleste közti időszak (1526 és 1566) megyevezetőiről is számot ad. Ők azonban valamennyien a gyulai vár kapitányai voltak, beosztásuk így közelebb áll az ispánéhoz, mint a főispánéhoz

## Főispánok listája
| Név                                   | Tisztség                                       | Időszak                                     | Megjegyzés                                                                                           |
| ------------------------------------- | ---------------------------------------------- | ------------------------------------------- | --- |
| Ábrahámffy Péter                      | ispán                                          | 1526                                        | |
| ismeretlen                            |                                                | 1526-1543                                   | |
| Pathócsy Ferenc                       | ispán                                          | 1543-1549                                   | |
| ismeretlen                            |                                                | 1549-1556                                   | |
| Mágócsy Gáspár                        | ispán                                          | 1556-1559                                   | várkapitány                                                                                          |
| Kun Balázs                            | ispán                                          | 1560                                        | várkapitány                                                                                          |
| Kerecsényi László                     | ispán                                          | 1560-1566                                   | várkapitány                                                                                          |
| Löwenburg Jakab gróf                  | főispán                                        | 1699. december 2. – 1732. július 16. (†)    | |
| Harruckern János György báró          | főispán                                        | 1732. szeptember 6. – 1742. április 18. (†) | főispáni kinevezése 1729. május 22-én kelt, mely a főispáni szék megüresedése esetére szólt.         |
| Harruckern Ferenc báró                | főispán                                        | 1743. március 16. – 1775. november 14. (†)  | |
| Károlyi József gróf nagykárolyi       | főispán                                        | 1776. január 7. – 1791.                     | nyolc esztendősen nevezték ki, feltehetően örökletes főispánságról van szó                           |
| Andrássy István                       | főispáni helytartó                             | 1776. január 26. – 1776. november 29. előtt | |
| Zichy Ferenc                          | főispáni helyettes, majd főispáni helytartó    | 1776. november 29. – 1782. március 1.       | főispáni helyettesi (1776. nov. 29.-dec. 29), majd főispáni helytartói címen                         |
| Teleki József                         | főispáni helytartó                             | 1782. március 1. – 1782. augusztus          | |
| Zichy Károly                          | főispáni helytartó                             | 1782. augusztus 14. – 1783.                 | |
| Skerlecz Ferenc                       | főispáni helytartó                             | 1783. július 28. – 1785 márciusa előtt      | |
| Teleki Sámuel                         | főispáni helytartó                             | 1785. március 18. – 1787.                   | |
| Haller József                         | főispáni helytartó                             | 1787. – 1790.                               | mint a nagyváradi kerület királyi biztosa                                                            |
| Orczy József                          | főispáni helytartó                             | 1790. március 15. – 1791.                   | |
| Lovász Zsigmond eötvenesi             | főispán                                        | 1791. október 13. – 1801.                   | |
| Horváth Zsigmond szentgyörgyi         | főispáni helytartó, főispán                    | 1802. január 22. – 1808. november 16. (†)   | 1801. október 23-tól főispáni kinevezéséig helytartó volt                                            |
| Bedekovich Ferenc báró komori         | főispán                                        | 1809. február 3. – 1825. március 19.        | |
| Lánczy József lánczi                  | főispán                                        | 1825. március 19. – 1836.                   | 1836-ig volt hivatalában, de a főispáni címet 1841. január 14-én bekövetkezett haláláig megtartotta. |
| Atzél Antal báró borosjenői           | főispáni helytartó                             | 1836. május 19. – 1841. szeptember 16.      | |
| Károlyi György gróf nagykárolyi       | főispán                                        | 1841. szeptember 16. – 1848.                | |
| Wenckheim Béla báró                   | főispán                                        | 1848. április 21. – 1849.                   | |
| Szűcs Sámuel                          | helyettes királyi biztos                       | 1849. augusztus – 1849                      | |
| Stachó János                          | kormánybiztos                                  | 1848. augusztus 27. – 1850.                 | |
| Zsitvay József zsitvafői              | kormánybiztos                                  | 1850. július 29. – 1851.                    | |
| Bonyhády Gyula bonyhádi               | megyefőnök                                     | 1850. március 21. – 1856.                   | |
| Torkos Kálmán                         | megyefőnök                                     | 1856. – 1860.                               | |
| Wenckheim Béla báró                   | főispán                                        | 1860. november 18. – 1862. október 26.      | második alkalommal                                                                                   |
| Keresztessy József                    | királyi biztos                                 | 1861. végén                                 | |
| Kis János                             | főispáni helytartó                             | 1861. december 20. – 1864.                  | |
| Bonyhády Gyula bonyhádi               | főispán                                        | 1864. október 23. – 1865. szeptember 1.     | második alkalommal                                                                                   |
| Wenckheim Béla báró                   | főispán                                        | 1865. augusztus 23. – 1867.                 | harmadik alkalommal                                                                                  |
| Tomcsányi József                      | főispán                                        | 1867. március 31. – 1876. május 4. (†)      | |
| Beliczey István bajczai               | főispán                                        | 1876. július 23. – 1889. április 23.        | |
| Terényi Lajos                         | főispán                                        | 1889. április 23. – 1891. május 17.         | |
| Reiszig Ede                           | főispán                                        | 1891. május 17. – 1892. október 11.         | |
| Tallián Béla báró vizeki              | főispán                                        | 1892. október 8. – 1896. december 17.       | |
| Lukács György erzsébetvárosi          | főispán                                        | 1897. március 23. – 1905. június 18.        | |
| Krcsmarik János                       | főispán                                        | 1905. november 25. – 1906. április 19.      | |
| Fábry Sándor felsőalmási              | főispán                                        | 1906. április 21. – 1907. július 12.        | |
| Dőry Pál jobaházi                     | főispán                                        | 1907. december 14. – 1909. november 25.     | |
| Kéry Gyula                            | főispán                                        | 1911. július 6. – 1915. december 28.        | |
| Ambrus Sándor váradvelenczei          | főispán                                        | 1916. március 6. – 1917. június 14.         | |
| Füzesséry Zoltán tövisi és füzesséri  | főispán–kormánybiztos                          | 1917. július 25. – 1919. március 6.         | |
| Kiss Jenő zilahi                      | főispán–kormánybiztos                          | 1919. szeptember 30. – 1920. augusztus 10.  | |
| Egán Imre borostyánkői                | főispán                                        | 1920. augusztus 28. – 1921. április 27.     | |
| Daimel Sándor                         | főispáni teendők ellátásával megbízott alispán | 1917. május 6. – 1922.                      | |
| Brandt Vilmos                         | főispán                                        | 1922. március 4. – 1924. június 5.          | |
| Kovacsics Dezső rétháti               | főispán                                        | 1924. június 5. – 1929. október 29.         | |
| Feilitzsch Berthold báró              | főispán                                        | 1929. október 29. – 1931. október 6.        | |
| Korossy György korosi és nagyhelbényi | főispán                                        | 1931. október 6. – 1934. június 8.          | |
| Fáy István fáji                       | főispán                                        | 1934. június 8. – 1935. szeptember 8.       | |
| Ricsóy-Uhlyarik Béla                  | főispán                                        | 1935. szeptember 8. – 1939. július 17.      | |
| Beliczey Miklós bajczai               | főispán                                        | 1939. szeptember 13. – 1944. április 26.    | |
| Székács István                        | főispán                                        | 1944. április 26. – 1944. október 27.       | |
| Koppányi Imre                         |                                                | 1944. október 27.                           | főispáni kinevezését megelőzően katonai szolgálat teljesítése közben életét vesztette                |
| Szobek András                         | főispán                                        | 1945. január 4. – 1945. szeptember 27.      | |
| Keresztes Mihály                      | főispán                                        | 1945. szeptember 28. – 1947. november 12.   | |
| Papp Sándor                           | főispán                                        | 1947. november 12. – 1950. március 13.      | |